# Anoropallene
Anoropallene – rodzaj kikutnic z rodziny Callipallenidae.
Nogogłaszczki występują tylko u samców i złożone są z czterech członów. Silnie wykształcone strigilis dziewięcioczłonowych owiger wyposażone są w ząbkowane kolce. Propodus pozbawiony jest bocznych pazurków.
Do rodzaju tego należą 3 opisane gatunki:
- Anoropallene laysani Child, 1972
- Anoropallene palpida (Hilton, 1939)
- Anoropallene valida (Haswell, 1884)